# یاکوب ام. هاوارد
یاکوب مریت هاوارد (به انگلیسی: Jacob Merritt Howard) سناتور سابق عضو حزب جمهوری‌خواه ایالات متحده آمریکا بود. وی در سال ۱۸۶۲ تا ۱۸۷۱ میلادی سناتور ایالت میشیگان در سنای ایالات متحده آمریکا بود.